# Uhrmacherwerkzeug
Als Uhrmacherwerkzeug werden Werkzeuge und Kleinmaschinen der
Feinmechanik bezeichnet, die vor allem von Uhrmachern für die handwerkliche Uhrenherstellung und -reparatur benutzt werden.

## Geschichte und Entwicklung
Das Uhrmacherwerkzeug hat sich historisch ständig an die Erfordernisse der manuellen Herstellung der Räderuhr angepasst.
Im Sprachgebrauch werden zum Uhrmacherwerkzeug nicht nur Handwerkzeuge und spezielle Vorrichtungen, sondern auch eine Vielzahl speziell für Uhrmacheranwendungen konzipierte Kleinmaschinen, wie Schneckenschneidemaschine, Räderschneidmaschine oder Wälzmaschine gezählt. Diese wurden meistens nur mit der Hand angetrieben. Die bekannteste Maschine aus dieser Gruppe ist die Uhrmacherdrehbank, auch „Drehstuhl“ genannt, die heute selten mit der Hand, sondern mit einem Elektromotor angetrieben wird.

## Beispiele

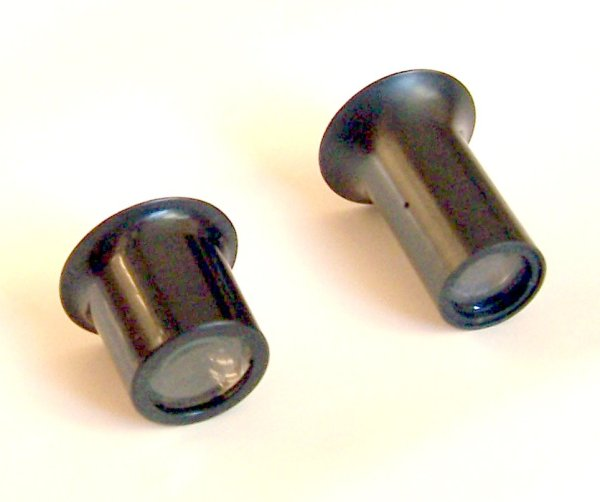
Uhrmacherlupe
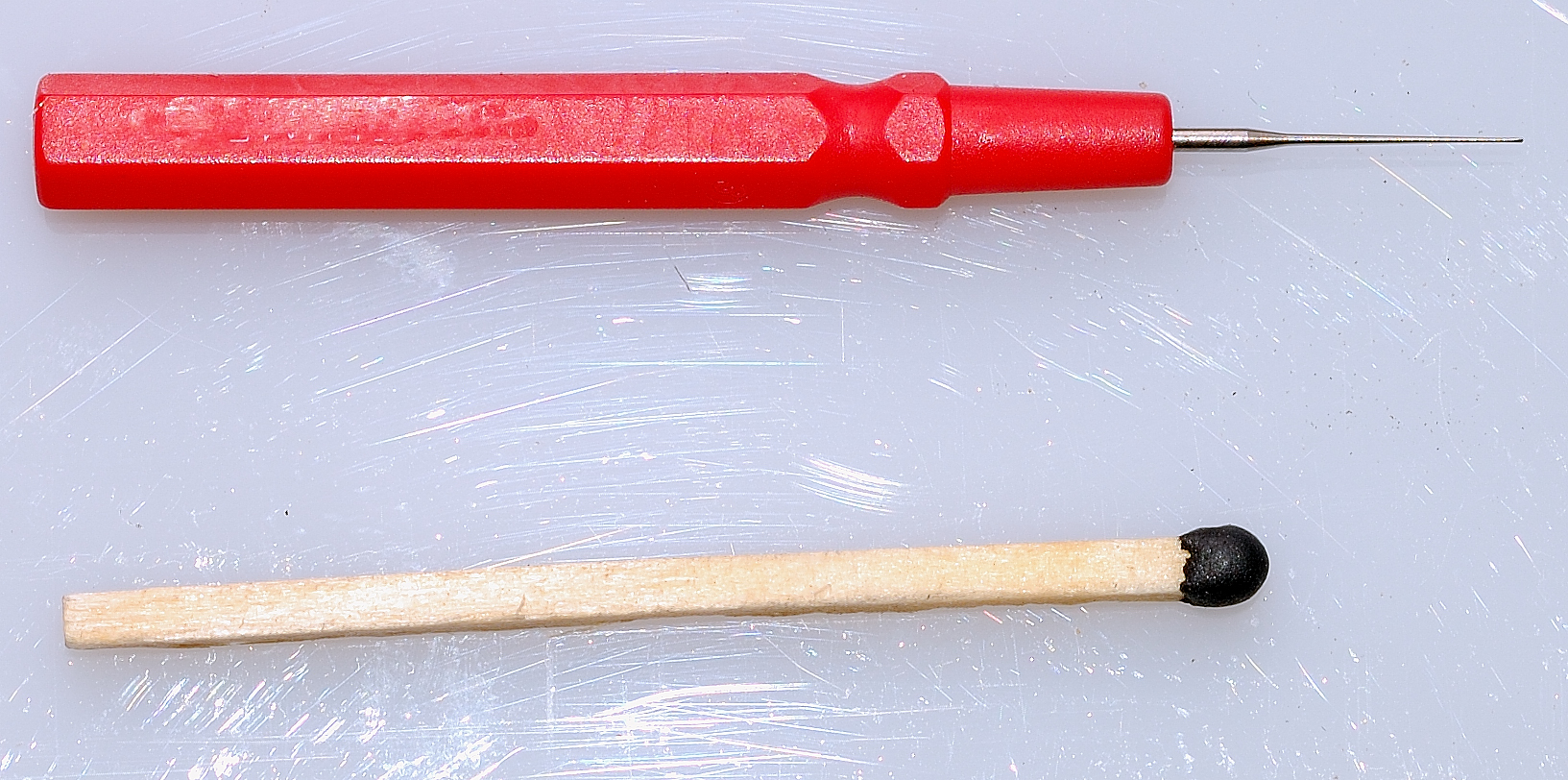
Ölgeber
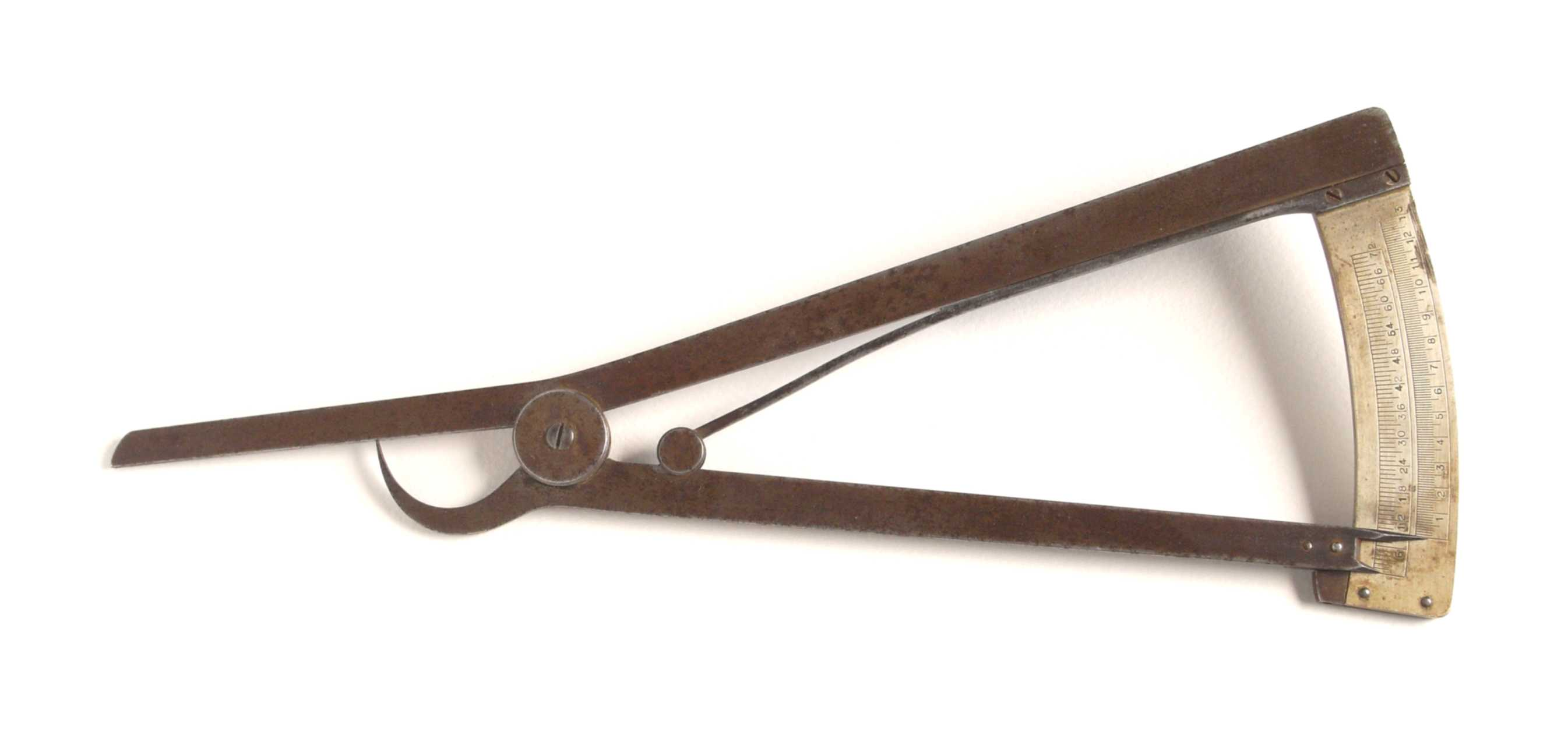
Zehntelmaß
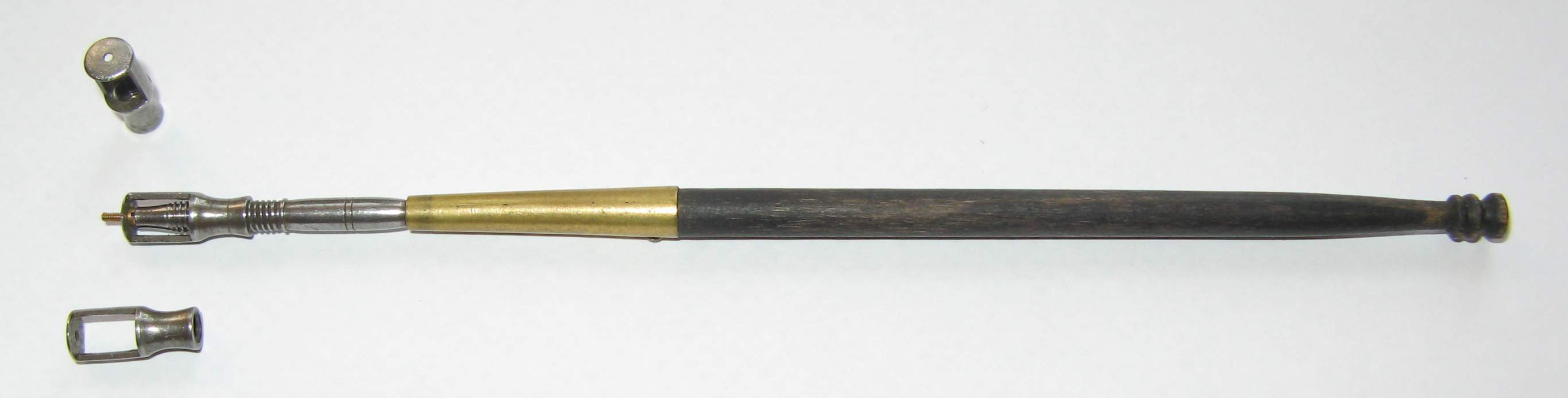
Schraubenkürzer
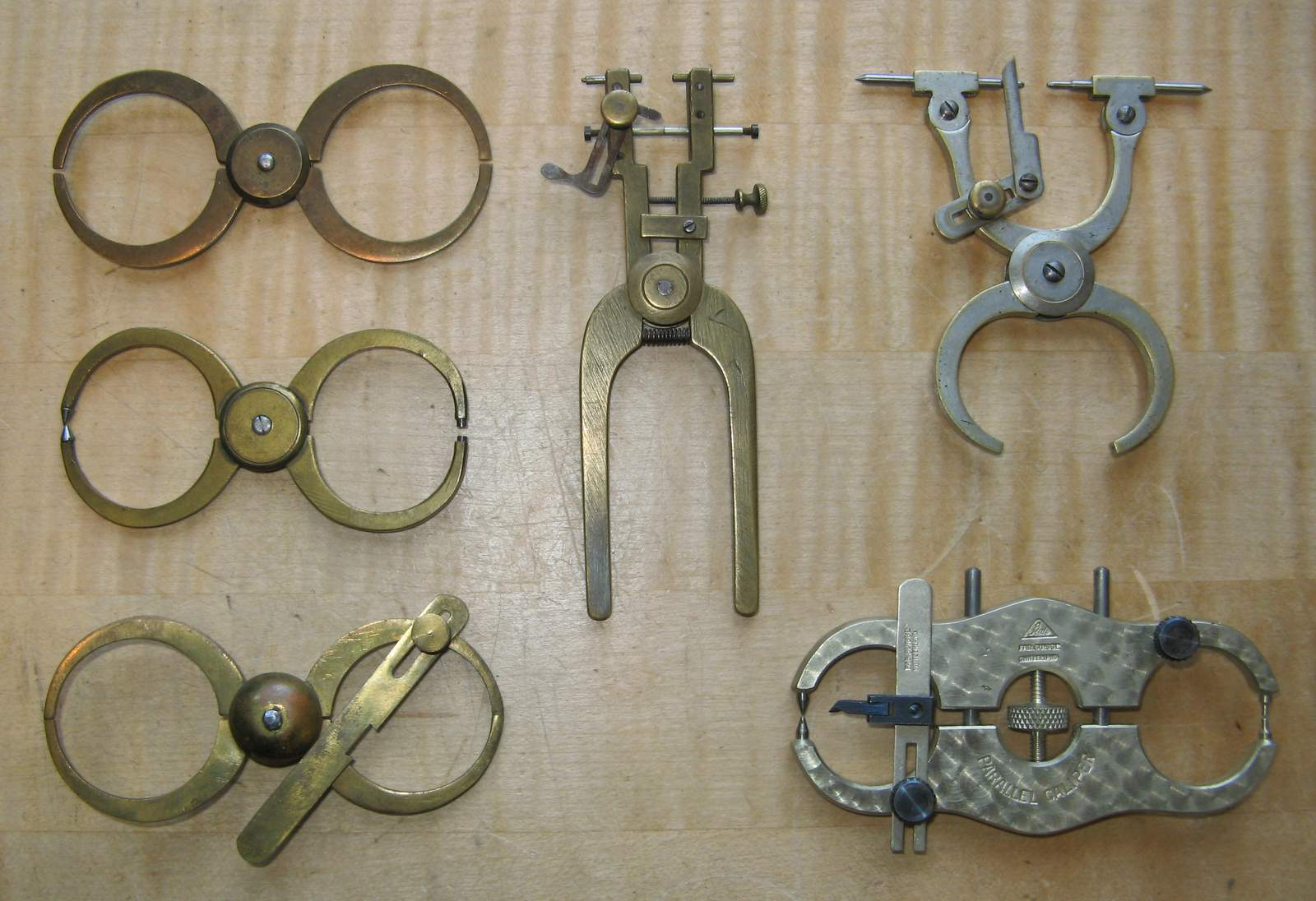
Rundlaufzirkel
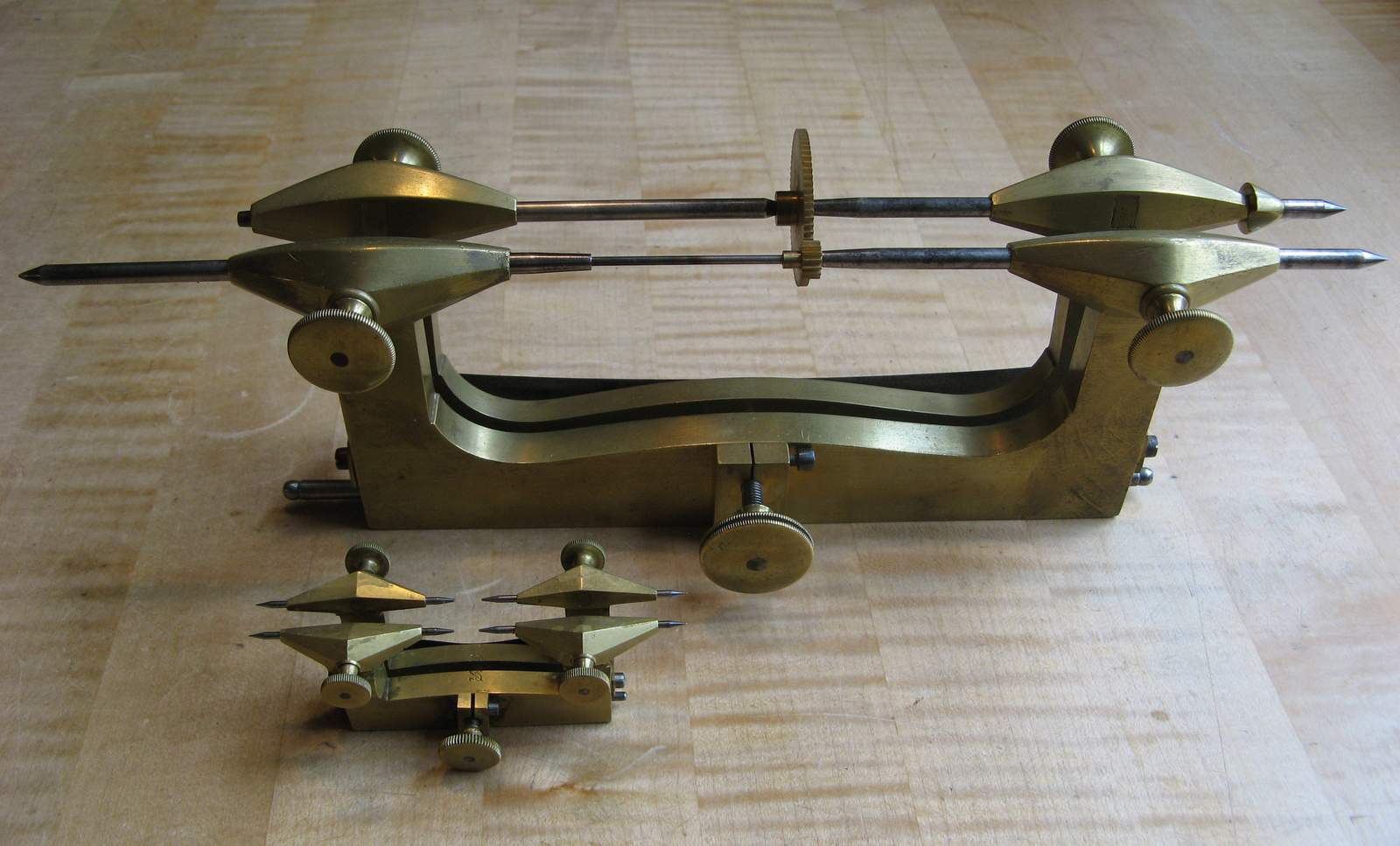
Eingriffszirkel
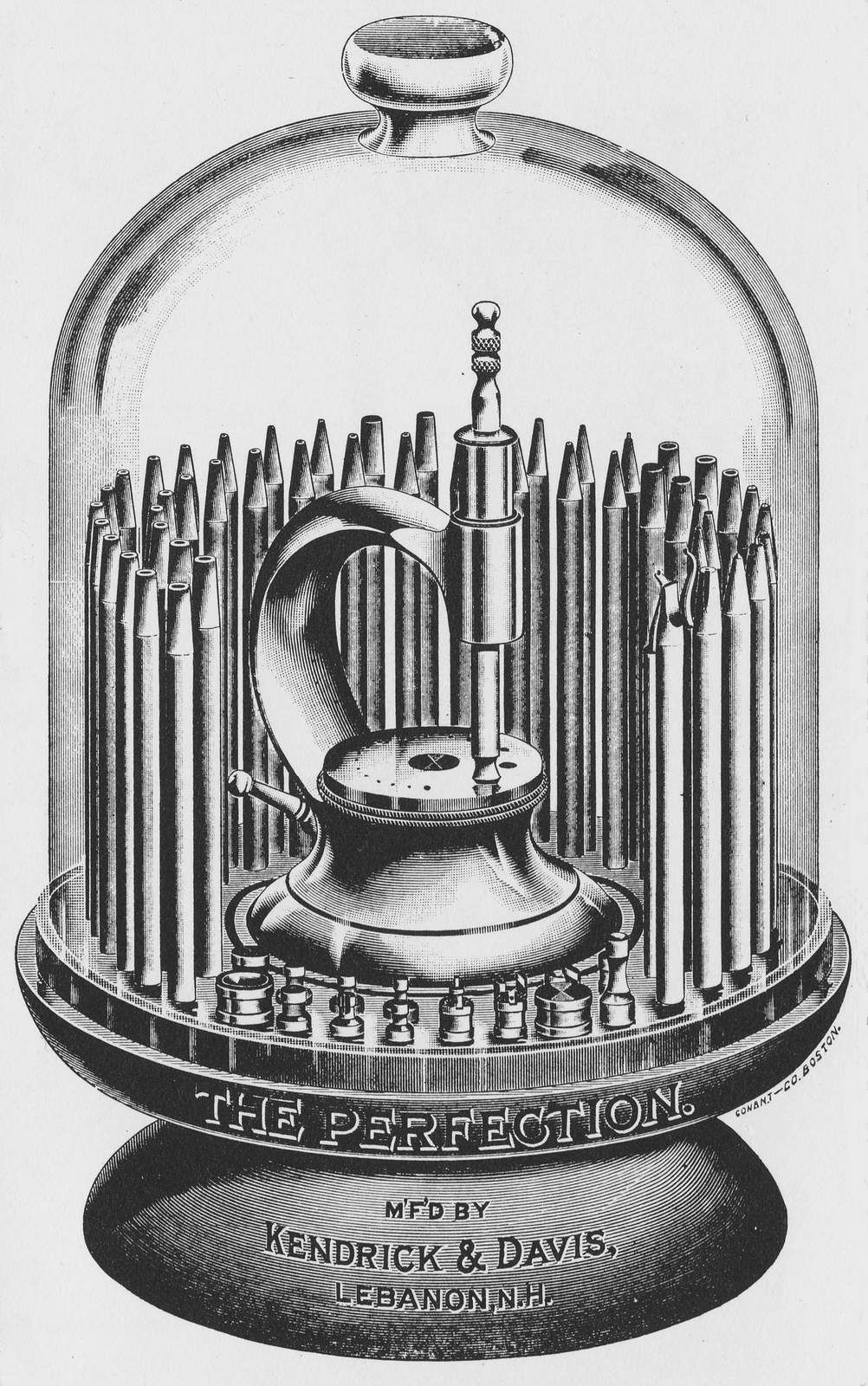
Triebnietmaschine
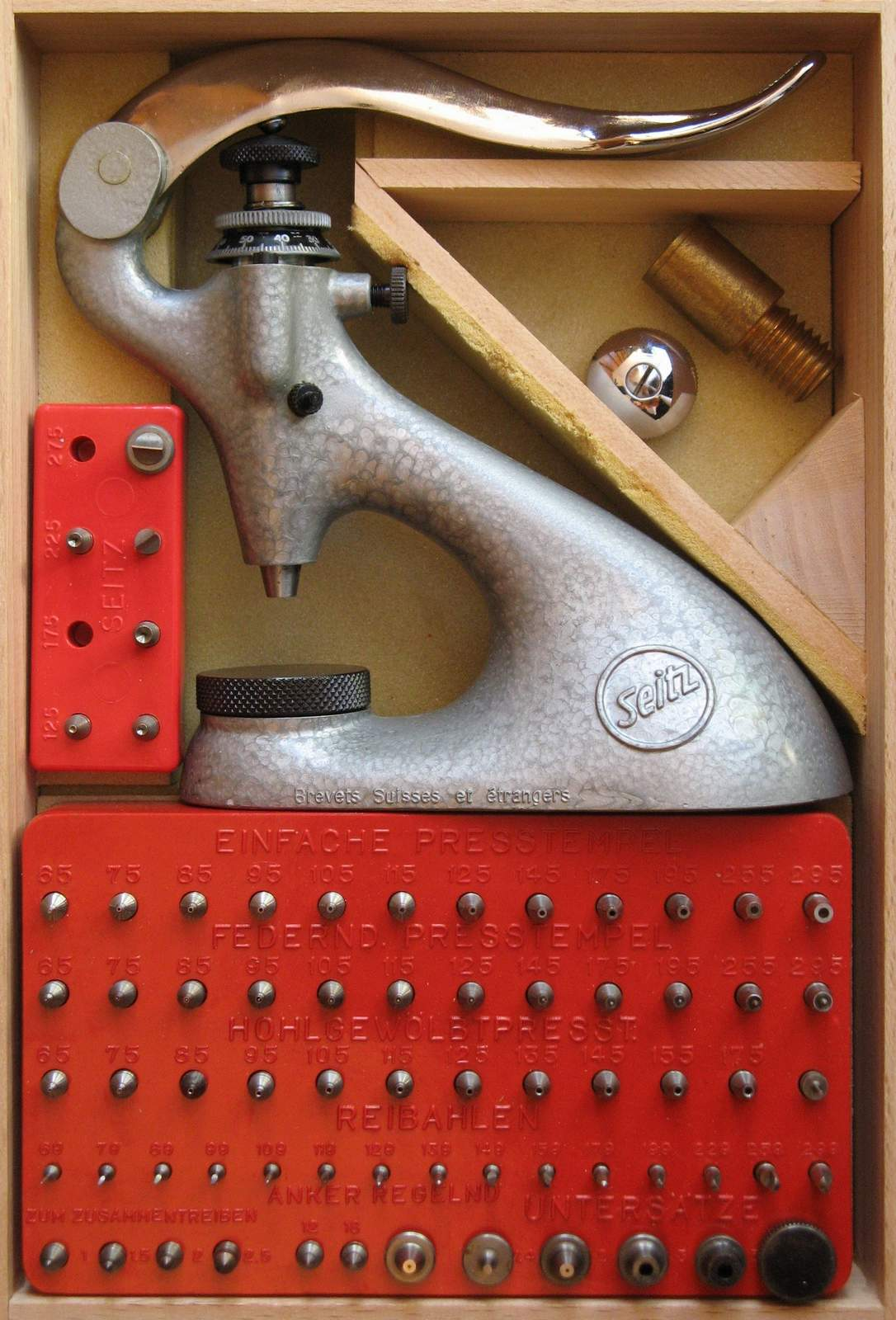
Einpressapparat
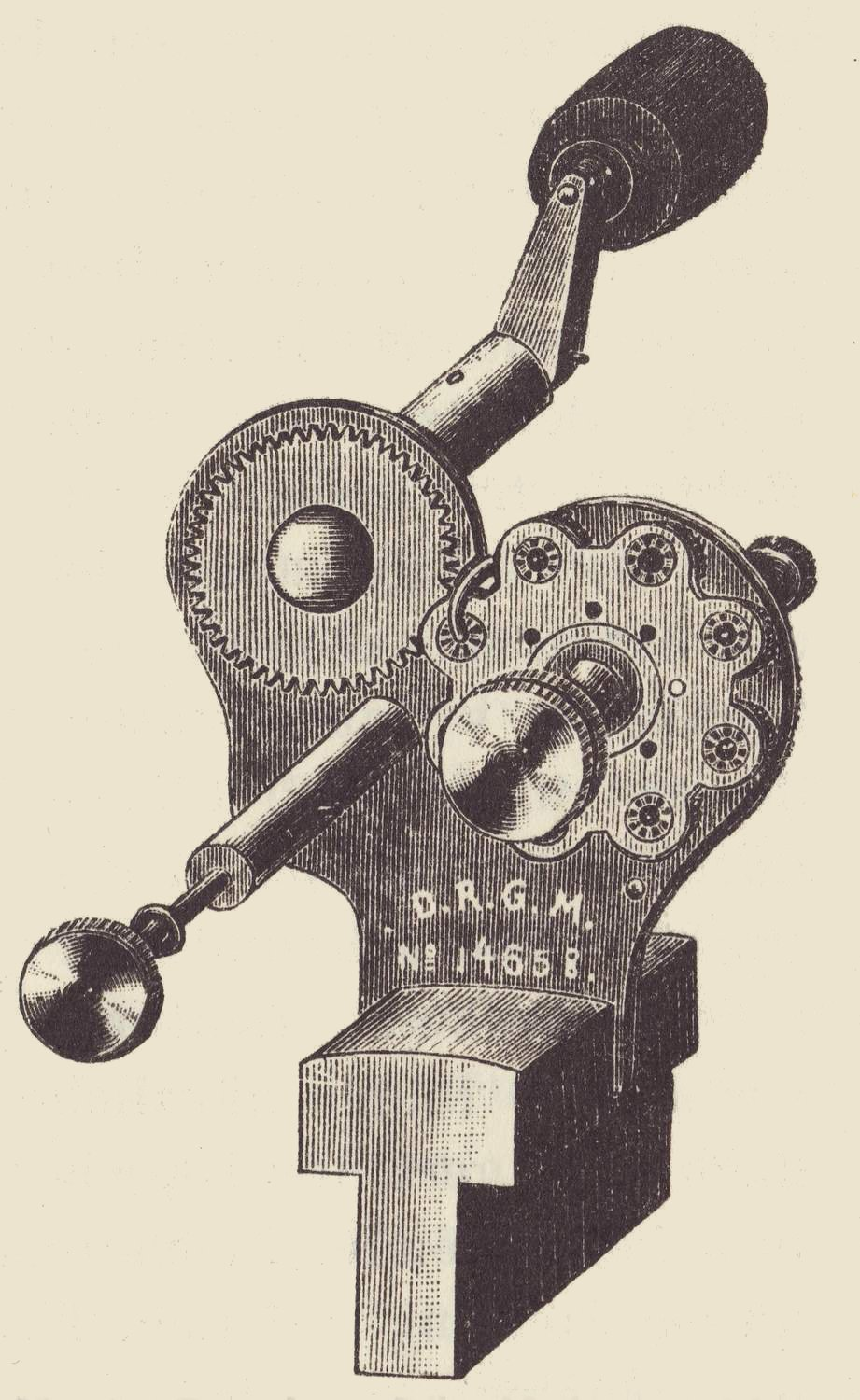
Bügelfräsmaschine
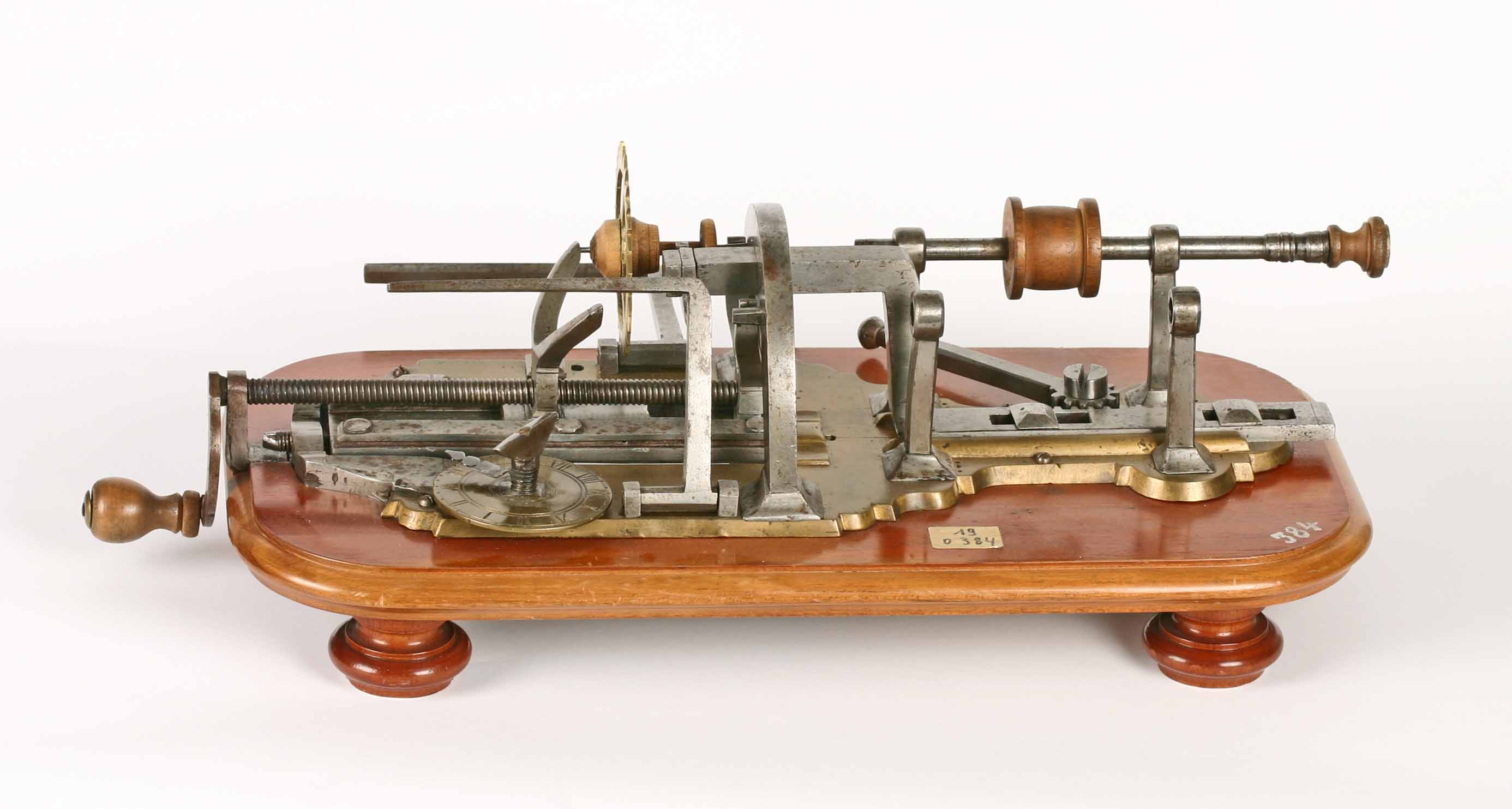
Spindelbohrer für Laternentriebe